# U-1055
Unterseeboot 1055 foi um submarino alemão do Tipo VIIC, pertencente a Kriegsmarine que atuou durante a Segunda Guerra Mundial.
Durante o seu período de operação, realizou duas patrulhas de guerra, nas quais afundou quatro navio aliados num total de 19,413 toneladas. Foi afundado por causas desconhecidas no dia 23 de abril de 1945.

## Comandantes
| Comandante         | Data                                     |
| ------------------ | ---------------------------------------- |
| Oblt. Rudolf Meyer | 8 de abril de 1944 - 23 de abril de 1945 |

## Operações

### Primeira Patrulha de Guerra
Realizou a sua primeira patrulha de guerra no dia 11 de dezembro de 1944, partindo de Marviken sob o comando do Oberleutnant Rudolf Meyer.
O U-1055 torpedeou o navio cargueiro Jonas Lie da Classe Liberty (comandante Carl Lionel Von Schoen) na entrada do canal de Bristol  às 18h 15min do dia 9 de janeiro de 1945. Um dos torpedos atingiu o navio a estibordo, abrindo um buraco na sala das máquinas e um rombo de 20 pés ao longo da linha da água, causando a morte de dois tripulantes que ali estavam. Após 25 minutos, 41 membros da tripulação, 27 guardas armados e um passageiro já haviam deixado o navio em três botes salva-vidas, sendo resgatados pelo HMS Huddersfield Town.
Dois dias depois, entre às 16h 10min e 16h 40min o U-1055 atacou diversos navios na costa do mar da Irlanda, a oeste de Anglesey. Dos torpedos disparados, o primeiro explodiu próximo do navio mercante iugoslavo Senga, não causando nenhum dano a este. Em seguida, um torpedo atingiu o Roanoke  e lhe arrancou a sua popa, causando seu afundamento em três minutos. Dos 63 tripulantes, 4 morreram e os demais 59 sobreviveram, dentre os quais estavam 38 membros da tripulação e 25 guardas armados, tendo estes abandonado o navio em dois botes salva-vidas e uma balsa, sendo resgatados três horas depois pelo navio de patrulha britânico HMS PC-74 e pelo navio Senga.
O outro navio atacado foi o Normandy Coast (comandante Fredrick Mara) que afundou após dois minutos, causando a morte de 18 membros da tripulação e um guarda. Sobreviveram o capitão do navio, cinco membros da tripulação e dois guardas armados, que foram resgatados pelo navio de patrulha britânico HMS PC-74.
No dia 15 de janeiro de 1945, torpedeou e afundou o navio Maja (comandante William Cecil Robinson) a sudeste de Drogheda . Morreram neste ataque 17 membros da tripulação e oito guardas armados. O capitão, dois guardas armados e 37 membros da tripulação foram resgatados pelo navio britânico Hendrik Conscience.
Após esta primeira patrulha que durou 53 dias, o U-1055 atracou em Stavanger no dia 1 de fevereiro de 1945, após ter afundado quatro navios aliados na soma de 19413 toneladas.

### Segunda Patrulha de Guerra
Em sua segunda e última patrulha de guerra, partiu de Bergen, Noruega, no dia 5 de abril de 1945. Desapareceu após 19 dias de patrulhas, no dia 23 de abril de 1945 no Canal Inglês, não havendo nenhum registro para o seu afundamento.

## Subordinação
Durante o seu tempo de serviço, esteve subordinado às seguintes flotilhas:
| Período                                     | Flotilha                                   |
| ------------------------------------------- | ------------------------------------------ |
| 8 de abril de 1944 - 30 de novembro de 1944 | 5. Unterseebootsflottille (treinamento)    |
| 1 de dezembro de 1944 - 23 de abril de 1945 | 11. Unterseebootsflottille (serviço ativo) |

## Patrulhas
|       | Comandante         | Partida                | Partida   | Chegada                | Chegada   | Dias    | Toneladas |
| ----- | ------------------ | ---------------------- | --------- | ---------------------- | --------- | ------- | --------- |
|       | Oblt. Rudolf Meyer | 1 de dezembro de 1944  | Kiel      | 4 de dezembro de 1944  | Horten    | 4 dias  |           |
|       | Oblt. Rudolf Meyer | 9 de dezembro de 1944  | Horten    | 10 de dezembro de 1944 | Marviken  | 2 dias  |           |
| 1     | Oblt. Rudolf Meyer | 11 de dezembro de 1944 | Marviken  | 1 de fevereiro de 1945 | Stavanger | 53 dias | 19,413    |
|       | Oblt. Rudolf Meyer | 22 de março de 1945    | Stavanger | 23 de março de 1945    | Bergen    | 2 dias  |           |
| 2     | Oblt. Rudolf Meyer | 5 de abril de 1945     | Bergen    | 23 de abril de 1945    | Afundado  | 19 dias |           |
| Total | Total              | Total                  | Total     | Total                  | Total     | 72 dias | 19413 t   |

## Navios atacados
| Data                  | Comandante   | Nome da Embarcação | Toneladas | Nacionalidade  | Comboio | Local do ataque   |
| --------------------- | ------------ | ------------------ | --------- | -------------- | ------- | ----------------- |
| 9 de janeiro de 1945  | Rudolf Meyer | Jonas Lie          | 7,198     | Estados Unidos | ON-277  | [ coordenadas 4 ] |
| 11 de janeiro de 1945 | Rudolf Meyer | Roanoke            | 2,606     | Estados Unidos |         | [ coordenadas 5 ] |
| 11 de janeiro de 1945 | Rudolf Meyer | Normandy Coast     | 1,428     | Reino Unido    |         | [ coordenadas 6 ] |
| 15 de janeiro de 1945 | Rudolf Meyer | Maja               | 8,181     | Reino Unido    |         | [ coordenadas 7 ] |
| Total                 | Total        | Total              | 19413 t   |                |         |                   |

## Coordenadas
1. ↑  em posição 51° 45' N 5° 27' O
2. ↑  em posição 53° 19' N 4° 48' O
3. ↑  em posição 53° 40' N 5° 14' O
4. ↑  51° 45' N 5° 27' O
5. ↑  53° 19' N 4° 48' O
6. ↑  53° 19' N 4° 48' O
7. ↑  53° 40' N 5° 14' O